# Locomotiva DR 61
La locomotiva DR 61 è stata una locomotiva a vapore con tender, ad alta velocità, che le Deutsche Reichsbahn misero in servizio nel 1936 alla testa del Treno Henschel-Wegmann allo scopo di velocizzare i servizi rapidi interni con l'uso di combustibile autarchico (carbone).

## Storia

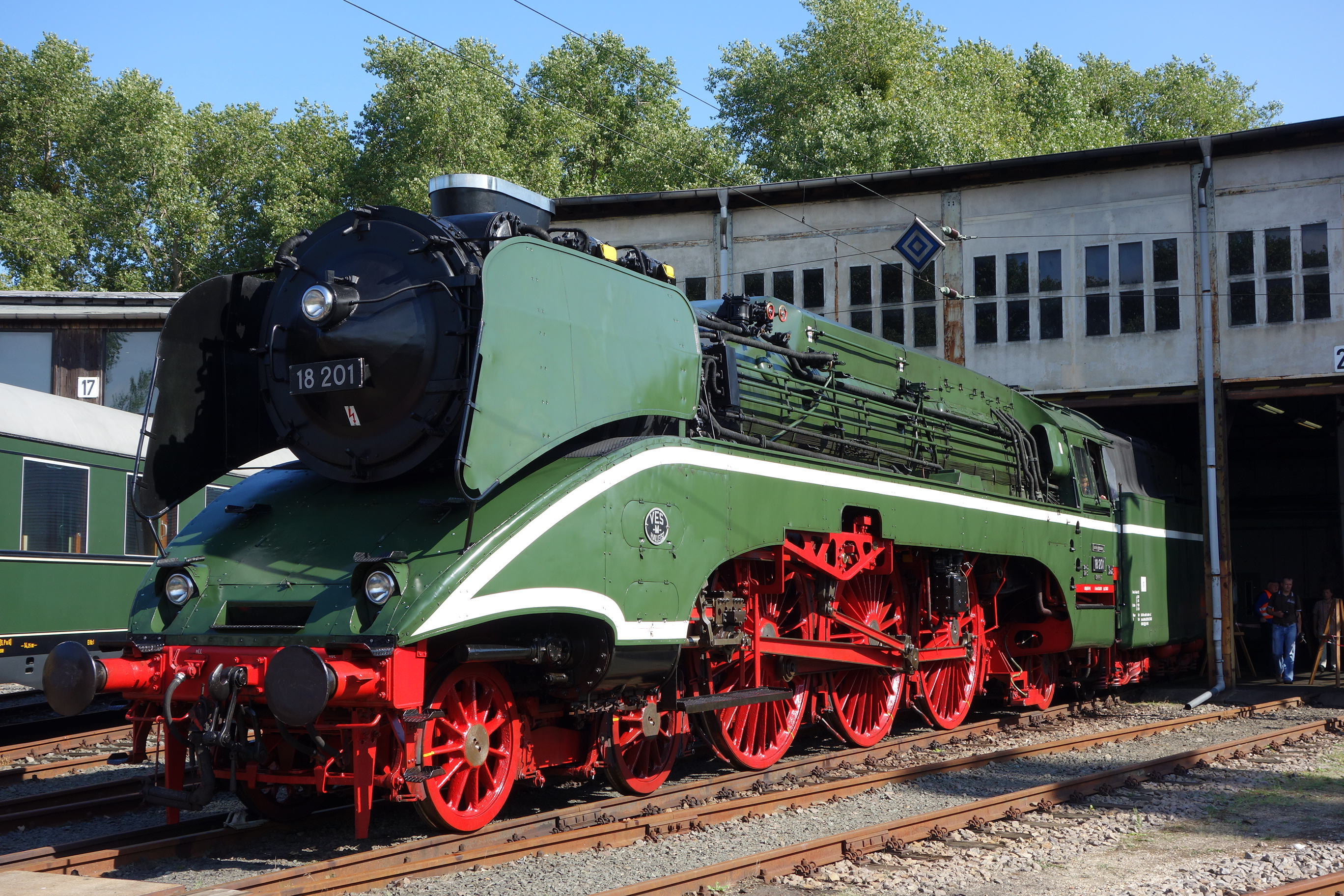
La locomotiva DR 61.002 reimmatricolata come DB 18.201 e privata delle carenature aerodinamiche

Gli anni trenta del XX secolo furono caratterizzati, nel settore dei trasporti e soprattutto in Europa, dalla corsa ai primati di velocità; nel campo ferroviario infatti si assisté in Inghilterra ai primati di velocità della Mallard e in Italia allo sviluppo degli elettrotreni ETR 200. La Germania nazista dopo i positivi esiti dei propri rotabili elettrici e diesel si impegnò nello sviluppo di locomotive a vapore ad alte prestazioni che permettessero l'esercizio con l'autarchico carbone di cui era ricco il sottosuolo nazionale. Ciò per limitare l'uso di combustibili liquidi in larga scala importati e soprattutto indispensabili alla macchina bellica germanica. Nella prima metà di tale periodo la Henschel & Sohn di Kassel progettò e produsse un prototipo di locomotiva a vapore in grado di marciare a 175 km/h e per l'esercizio regolare vennero costruite, dalla Wegmann, anche 4 carrozze speciali aerodinamiche. Il treno così composto rimase in esercizio tra Berlino e Dresda dal 1936 al 1939 effettuando due corse giornaliere che, in 90 minuti, percorrevano la distanza di 175 km. Per ovviare ad alcuni inconvenienti manifestatisi con l'esercizio venne prodotta una seconda locomotiva, con l'introduzione di alcune modifiche, che prese il nome di 61.002. L'evoluzione degli eventi fece sì che il progetto non avesse seguito per cui le locomotive prodotte rimasero due. I servizi veloci cessarono dopo lo scoppio della seconda guerra mondiale e non vennero più ripresi. La locomotiva 002 nel dopoguerra fu presa in carico dalle nuove Deutsche Bundesbahnen e, privata delle carenature aerodinamiche, fu in seguito immatricolata come DB 18.201.
La locomotiva 61.001, fu usata raramente dopo la fine del conflitto. Secondo alcune fonti rimase in funzione tra 1949 e fine 1950. Il 2 novembre 1951 la locomotiva fu coinvolta in un incidente a Münster con gravi danni; dismessa il 14 novembre 1952, fu demolita nel 1957.
La 61.002 rimase a Dresda utilizzata nei treni passeggeri. Essendo un unico esemplare la sua manutenzione era però problematica. Nel 1961 la Deutsche Reichsbahn ne operò la ricostruzione cambiando il numero di serie in 18.201. Con la nuova caldaia, due cilindri esterni e uno interno fu provata fino a raggiungere la velocità di 180 km/h. Nel 2002 la 18.201 fu completamente revisionata e ceduta in proprietà ad una associazione di amanti del vapore.

## Caratteristiche tecniche
La locomotiva 61.001 era a vapore surriscaldato con alimentazione del forno a carbone; la caldaia era tarata a 20 bar e il motore era a 2 cilindri. Il rodiggio era perfettamente simmetrico con carrello a due assi anteriore e posteriore e 3 assi motori centrali accoppiati con ruote di grande diametro. Ciò permetteva la marcia in ambedue i sensi alla stessa velocità massima ammessa di 175 km/h e a tale scopo era munita di doppio posto di guida. Il comportamento dinamico tuttavia non fu mai eccellente anche a motivo dell'intrinseco squilibrio delle masse della locomotiva a vapore. La locomotiva era completamente carenata e dipinta nei colori Blu e Avorio con la parte alta in colore argento. Era dotata di gancio di trazione automatico Scharfenberg.
A differenza della prima, la locomotiva 61.002 venne costruita concettualmente in vista di una migliore ripartizione della massa e di un comportamento dinamico più uniforme adottando un motore a tre cilindri. Furono aumentate le scorte di acqua e carbone della macchina con serbatoi più grandi. Per contenere il carico massimo per asse previsto in 18,5 t il carrello posteriore fu dotato di tre assi. Esternamente la seconda locomotiva differiva anche per la presenza di due deflettori sul camino.